# Jocurile Olimpice de vară din 1932
A X-a ediție a Jocurilor Olimpice s-a desfășurat la Los Angeles, California, Statele Unite în perioada 30 iulie - 14 august 1932.
Nici un alt oraș n-a mai candidat pentru a fi gazda acelor Jocuri Olimpice.

## Organizare
- Au participat 37 de țări și 1.408 de sportivi care s-au întrecut în 116 de probe din 14 sporturi.
- Stadionul Olimpic Memorial Coliseum construit în 1920 a fost supraetajat și adus la 105.000 de locuri.
- Stadionul de fotbal de la Pasadena a fost transformat în velodrom (85.000 de locuri).
- La ceremonia de deschidere au participat 5.000 de persoane.
- Au fost mai puțini participanți decât la jocurile din 1928 din cauza depărtării și a costurilor mari.
- Cele mai scurte Jocuri Olimpice.
- Fotbalul, sport puțin cunoscut în SUA, nu a fost inclus în program.
- Sportivii masculini au fost cazați într-un sat olimpic; femeile au fost instalate la hotel.
- Apariția cronometrului la 1/100 secunde.
- Utilizarea fotografiei de sosire devine frecventă.
- Numărul concurenților pentru fiecare țară în probele individuale este limitat la trei.
- Ceremonia de decernare a premilor este fixată:podium, ridicarea drapelelor, imnul național. Această ceremonie are loc după desfășurarea probei sportive și nu la ceremonia de închidere.

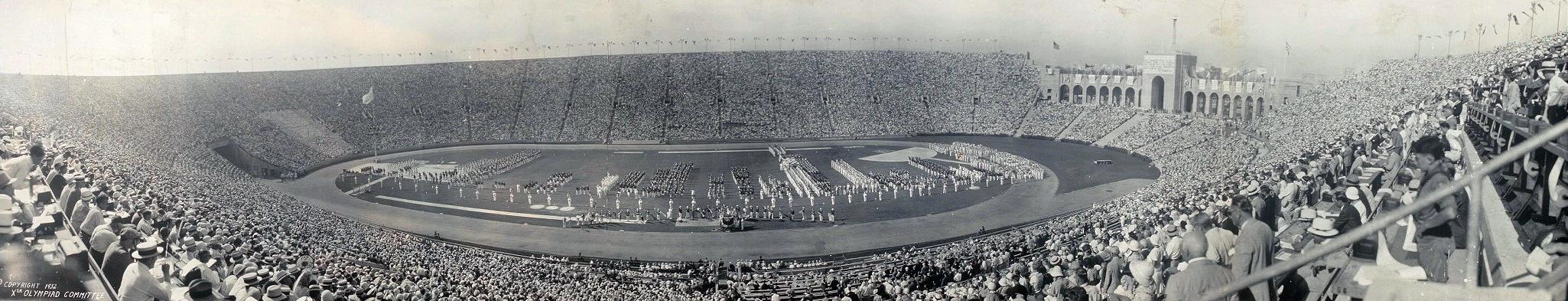
Ceremonia de deschidere

## Sporturi olimpice
| - Atletism - Box - Canotaj - Ciclism - Echitație | - Fotbal american (demonstrativ) - Gimnastică - Haltere - Hochei pe iarbă - Lacrosse (demonstrativ) | - Lupte - Natație - Navigație - Pentatlon modern - Polo pe apă | - Sărituri în apă - Scrimă - Tir |

## Evenimente marcante
- În timpul intonării imnului german sportivii francezi și polonezi au stat jos în mod ostentativ.
- Poloneza Stanisława Walasiewicz a câștigat medalia de aur la 100 metri feminin; de asemenea ea a câștigat argintul la această probă patru ani mai târziu. După moartea sa în 1980, s-a descoperit că era hermafrodită și n-ar fi trebuit să participe.
- Americanca de 28 de ani Mildred Didrickson s-a calificat la cinci probe de atletism feminin

## Clasament pe medalii
(Țara gazdă apare cu aldine.)
| Jocuri Olimpice 1932 |                |     |        |       |       |
| Poz.                 | Țară           | Aur | Argint | Bronz | Total |
| 1                    | Statele Unite  | 41  | 32     | 30    | 103   |
| 2                    | Italia         | 12  | 12     | 12    | 36    |
| 3                    | Franța         | 10  | 5      | 4     | 19    |
| 4                    | Suedia         | 9   | 5      | 9     | 23    |
| 5                    | Japonia        | 7   | 7      | 4     | 18    |
| 6                    | Ungaria        | 6   | 4      | 5     | 15    |
| 7                    | Finlanda       | 5   | 8      | 12    | 25    |
| 8                    | Marea Britanie | 4   | 7      | 5     | 16    |
| 9                    | Germania       | 3   | 12     | 5     | 20    |
| 10                   | Australia      | 3   | 1      | 1     | 5     |

## România la JO 1932
România nu a fost prezentă la această ediție.